# 吉沢久嘉
吉沢 久嘉（よしざわ ひさよし、1929年1月26日 - 1979年1月20日）は、日本の男性俳優、声優。東京都出身。劇団東演に所属し、幹部も務めていた。妻は女優の溝口順子。

## 人物
早稲田大学高等師範部英語科卒業。
1950年9月、ふどうの会に入団し、1956年1月に退団。同年7月に劇団仲間に入団し、1960年3月まで在籍。1961年7月、劇団東演に入団。劇団と並行して東京俳優生活協同組合にも所属していた。
声優業では吹き替えを中心に活動した。
1979年1月20日、京王井の頭線・池ノ上駅でホームから線路に転落し電車にひかれて急逝。49歳没。詳細は不明だが、劇団の関係者によると稽古による疲労が原因で、誤って線路へ転落。入って来た電車にはねられたという。

## 後任
吉沢の没後、持ち役を引き継いだ人物は以下の通り。
| 後任・代役 | キャラクター名                | 概要作品                   | 後任・代役の初担当作品             |
| ---------- | ----------------------------- | -------------------------- | ---------------------------------- |
| 嶋俊介     | レッドインパルス / 鷲尾健太郎 | 『科学忍者隊ガッチャマン』 | 『科学忍者隊ガッチャマンF』        |
| 山内雅人   | レナード・マッコイ            | 「スタートレック」シリーズ | 『スタートレック』（テレビ朝日版） |
| 小島敏彦   | レナード・マッコイ            | 「スタートレック」シリーズ | 『宇宙大作戦』LD版追加収録部分     |

## 出演作品

### テレビドラマ
- マグマ大使（1966年） - 中央気象台地震課所長 役

### 映画
- 海っ子山っ子
- 千羽鶴

### 吹き替え

#### 映画
- 赤い家（バーン〈ハリー・シャノン〉）
- アラバマ物語（ウォルター・カニンガム・シニア〈クラハン・デントン〉）※テレビ版
- アンツィオ大作戦（レスリー将軍〈アーサー・ケネディ〉）※フジテレビ版
- 錨を上げて（ホセ・イトゥルビ〈ホセ・イトゥルビ〉）
- 宇宙戦争〈1953〉（マン将軍〈レス・トレメイン〉）
- 海の荒くれ（サム〈バーナード・リー〉）
- 栄光への脱出（サザーランド将軍〈ラルフ・リチャードソン〉）
- 想い出（ヘンダーソン〈ジョージ・マシュー〉）
- カトマンズの男（レオン〈ジャン・ロシュフォール〉）※TBS版
- 去年の夏 突然に（ホックスタドラー博士〈アルバート・デッカー〉）
- キー・ラーゴ
- 騎兵隊（クランプ助祭）※NETテレビ版
- 空軍大戦略（サー＝デビッド・ケリー〈ラルフ・リチャードソン〉）
- 好敵手（バーク〈マイケル・ワイルディング〉）
- 荒野の七人 ※NETテレビ旧版
- 仔鹿物語（バック・フォレスター〈チル・ウィルス〉）※NET旧録版
- サンセット大通り（マックス〈エリッヒ・フォン・シュトロハイム〉）
- 史上最大の作戦（ウォルター少将〈アレクサンダー・ノックス〉）※日本テレビ版
- 私生活（監督〈フレッド・スリン〉）
- 終身犯（シューメーカー所長〈カール・マルデン〉）
- 真紅の女（ジョン・オーバートン〈ジョン・マッキンタイア〉）
- ズール戦争（オットー・ウィット牧師〈ジャック・ホーキンス〉）
- 戦艦シュペー号の最後（パトリック・ダヴ船長〈バーナード・リー〉）※フジテレビ版
- 続・荒野の七人（神父〈フェルナンド・レイ〉）
- 大脱走（カベンディッシュ〈ナイジェル・ストック〉）※1971年『ゴールデン洋画劇場』放送版
- 太陽がいっぱい（ボルディーニ〈ネリオ・ベルナルディ〉）※日本テレビ版
- 探偵物語（モナハン警部補〈ホレイス・マクマホン〉）
- チャトズ・ランド（ビュール〈リチャード・ベイスハート〉）
- 泥棒成金（ヒューソン〈ジョン・ウィリアムズ〉）※TBS版
- ドノバン珊瑚礁（ディダム博士〈ジャック・ウォーデン〉）
- 日本人の勲章（ティム〈ディーン・ジャガー〉）※東京12チャンネル版
- 博士の異常な愛情（"バット" グアノ大佐〈キーナン・ウィン〉）※テレビ朝日版（デラックスエディションBlu-ray収録）
- バニー・レークは行方不明（アンドリュース捜査官〈クライヴ・レヴィル〉）※テレビ朝日版
- パリで一緒に（ジレー警視〈グレゴワール・アスラン〉）※東京12チャンネル版
- ビバ!マリア（ロドルフォ〈クラウディオ・ブルック〉）※TBS旧録版
- 野生のエルザ（ジョン・ケンドル〈ジェフリー・キーン〉）※TBS版
- リオの男（ノルベール・カタラン教授〈ジャン・セルヴェ〉）※TBS版
- ローマの哀愁（トム・ストーン〈ジョン・フィリップス〉）※東京12ch版
- 六年目の疑惑（ジェレミー・グレイ〈エリック・ポートマン〉）※テレビ朝日版

#### ドラマ
- 宇宙大作戦（ドクター・レナード・H・マッコイ〈デフォレスト・ケリー〉）
- 鬼警部アイアンサイド（デニス・ランドール署長〈ジーン・リオンズ〉）
- シェーン（トム・スターレット〈トム・タリー〉）
- スパイ大作戦
  - 生贄（フォルチュナ大統領）
  - 第四帝国を阻止せよ（クライスター提督）
  - 偽造フィルムを暴露せよ（助監督、エリック）
  - 黒の壊滅命令（前・後編）（ドクター・リース）
  - 二重スパイをでっちあげろ!（ドクター・ウォルターズ）
  - 3-#23 大統領
  - 札束廃棄作戦（大蔵省の金庫室の係り）
  - 暗殺スパイ「山猫」（TVインタビュアー）
  - “怪物”粉砕作戦（アキタ警部）
  - 暴力協同組合（フランク・ブラディ）
  - 架空殺人事件（アドラー）
- スペース1999 宇宙の破壊者・核爆弾船（アーコン）
- 地上最強の美女バイオニック・ジェミー（ジム〈フォード・レイニー〉）
- 電撃スパイ作戦（#1 キスレンカン〈ジョセフ・フュルスト〉、#18 支配人）
- 逃亡者（#4 リポーター〈バック・ヤング〉、#97 医者、#113）
- 特攻ギャリソン・ゴリラ（#5 ブレスウェイト〈ノエル・ドレイトン〉）
- プリズナーNo.6 地図にない村（医者）
- プロテクター電光石火 仕掛け人ハリー（デ・サントス）

#### 人形劇
- キャプテン・スカーレット
  - 無人機をストップ!（DT19機長）
  - タイムを追え!（マグナス博士）
  - スペクトラム基地あやうし!（カーニッツ博士）
- サンダーバード
  - 危険な遊び（ジェイムソン大佐）
  - 太陽反射鏡の恐怖（ラングレン博士）
- ジョー90
  - 戦慄の脱獄囚（マコーマック首相）
  - 細菌爆弾X-41（バクスター博士）
  - 海上大爆発（船長、港湾放送）
  - 愉快なまぼろし作戦（ハリス）
- スーパーカー（ザリン）※フジテレビ版
- ロンドン指令X
  - 特急列車強盗（リード）
  - 新兵器アクアタンク（ブレアー大佐）

### テレビアニメ
- 狼少年ケン（1964年）
- 巨人の星（1968年）
- カムイ外伝（1969年、小平次、村長）
- アニメンタリー 決断（1971年）[7]
- アストロガンガー（1972年、星博士）
- 科学忍者隊ガッチャマン（1972年、レッドインパルスの隊長 / 鷲尾健太郎）
- 荒野の少年イサム（1974年）
- 母をたずねて三千里（1976年、ロドリゲス）
- あらいぐまラスカル（1977年、ゲイン）
- ポールのミラクル大作戦（1977年、ホワイト）
- ペリーヌ物語（1978年、おじいさん、医者、フィリップ 他）
- ルパン三世 (TV第2シリーズ)（1978年 - 1979年、フォワード・ヒース、丸木戸博士、ドミノ[要出典]）
- 星の王子さま プチ・プランス（1979年、ガスカル）